# Dénezé-sous-le-Lude
Dénezé-sous-le-Lude ist eine Ortschaft und eine Commune déléguée in der französischen Gemeinde Noyant-Villages mit 256 Einwohnern (Stand 1. Januar 2022) im Département Maine-et-Loire in der Region Pays de la Loire. Die Einwohner werden Dénezéens genannt.
Dénezé-sous-le-Lude wurde am 15. Dezember 2016 mit 13 weiteren Gemeinden, namentlich Auverse, Breil, Broc, Chalonnes-sous-le-Lude, Chavaignes, Chigné, Genneteil, Lasse, Linières-Bouton, Meigné-le-Vicomte, Méon, Noyant und Parçay-les-Pins zur neuen Gemeinde Noyant-Villages zusammengeschlossen.

## Geografie
Dénezé-sous-le-Lude liegt etwa 44 Kilometer ostnordöstlich von Angers in der Landschaft Baugeois. Das Gebiet wird vom Fluss Marconne durchquert.

## Bevölkerungsentwicklung
| Jahr                       | 1962 | 1968 | 1975 | 1982 | 1990 | 1999 | 2006 | 2013 |
| Einwohner                  | 397  | 372  | 326  | 268  | 244  | 262  | 285  | 306  |
| Quellen: Cassini und INSEE |      |      |      |      |      |      |      |      |

## Sehenswürdigkeiten
- Kirche Saint-Jean-Baptiste aus dem 11./12. Jahrhundert, seit 1963 Monument historique
- Ehemaliges Zisterzienserkloster La Boissière, 1131 gegründet, Gebäude aus dem 17. Jahrhundert, seit 1954 Monument historique
- Ruinen des Herrenhauses von Launay-le-Jeune mit Kapelle aus dem 16. Jahrhundert, seit 1980 Monument historique
- Schloss Launay de Gennes aus dem 15./16. Jahrhundert

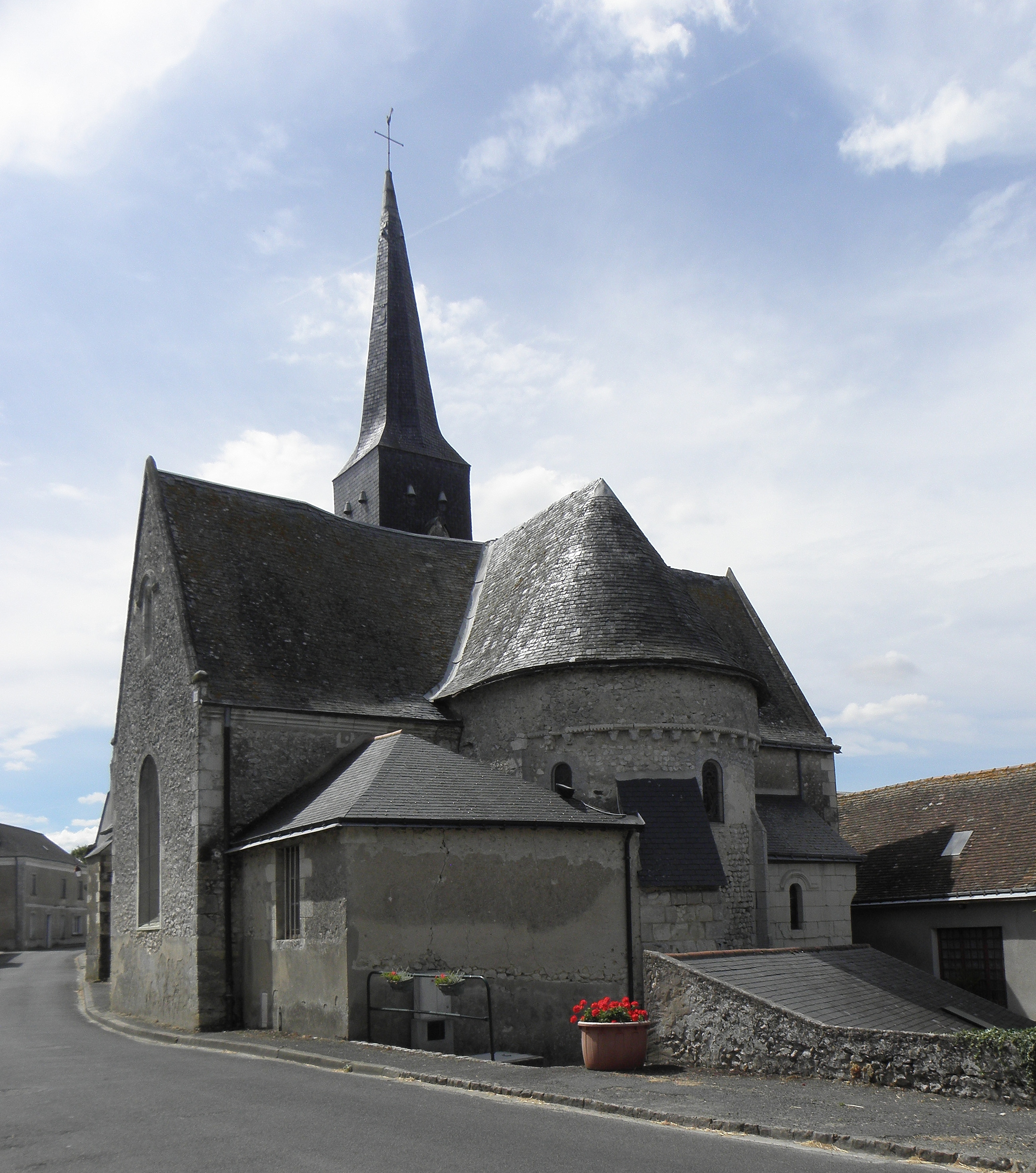
Kirche Saint-Jean-Baptiste
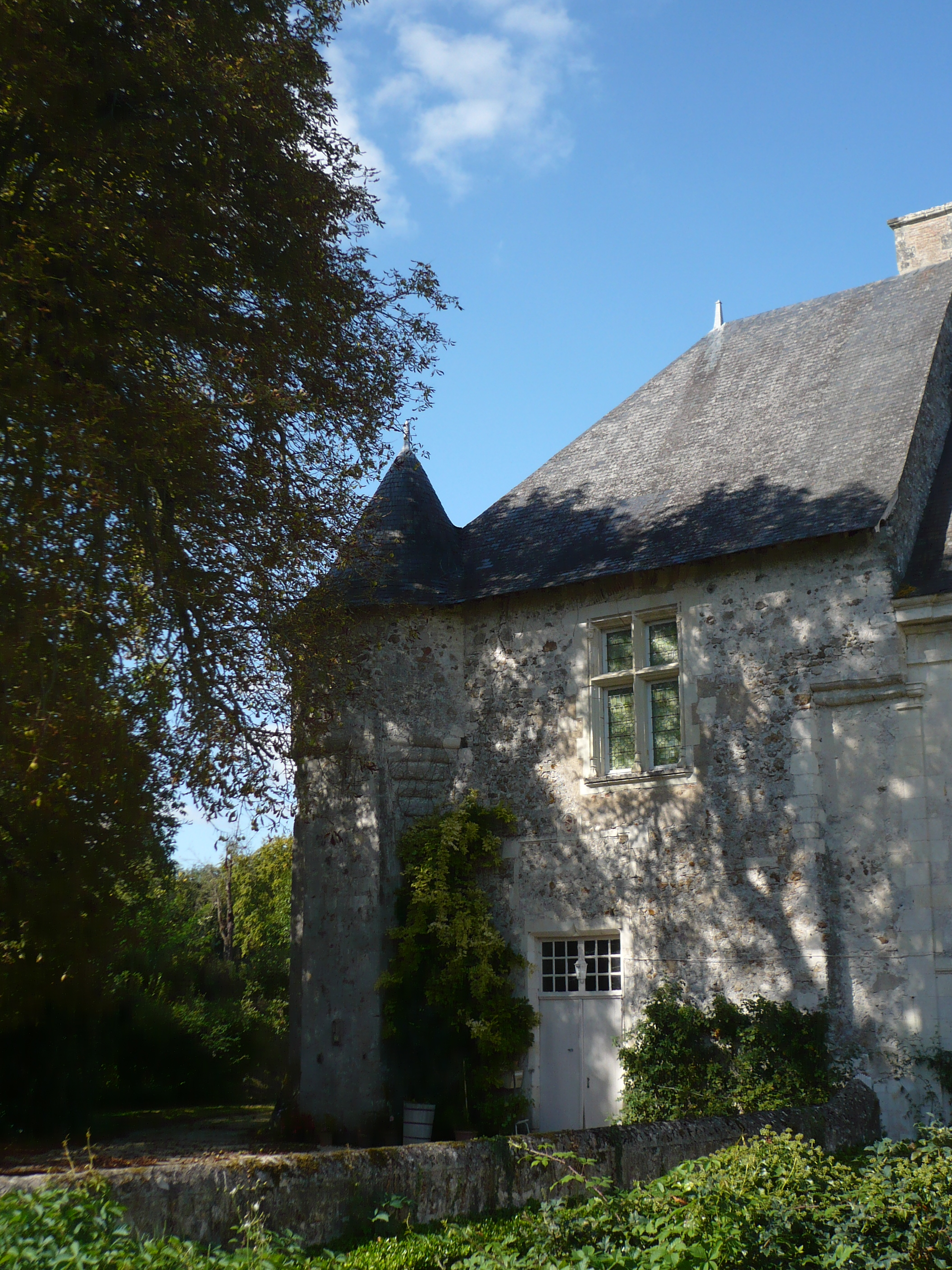
Kloster La Boissière
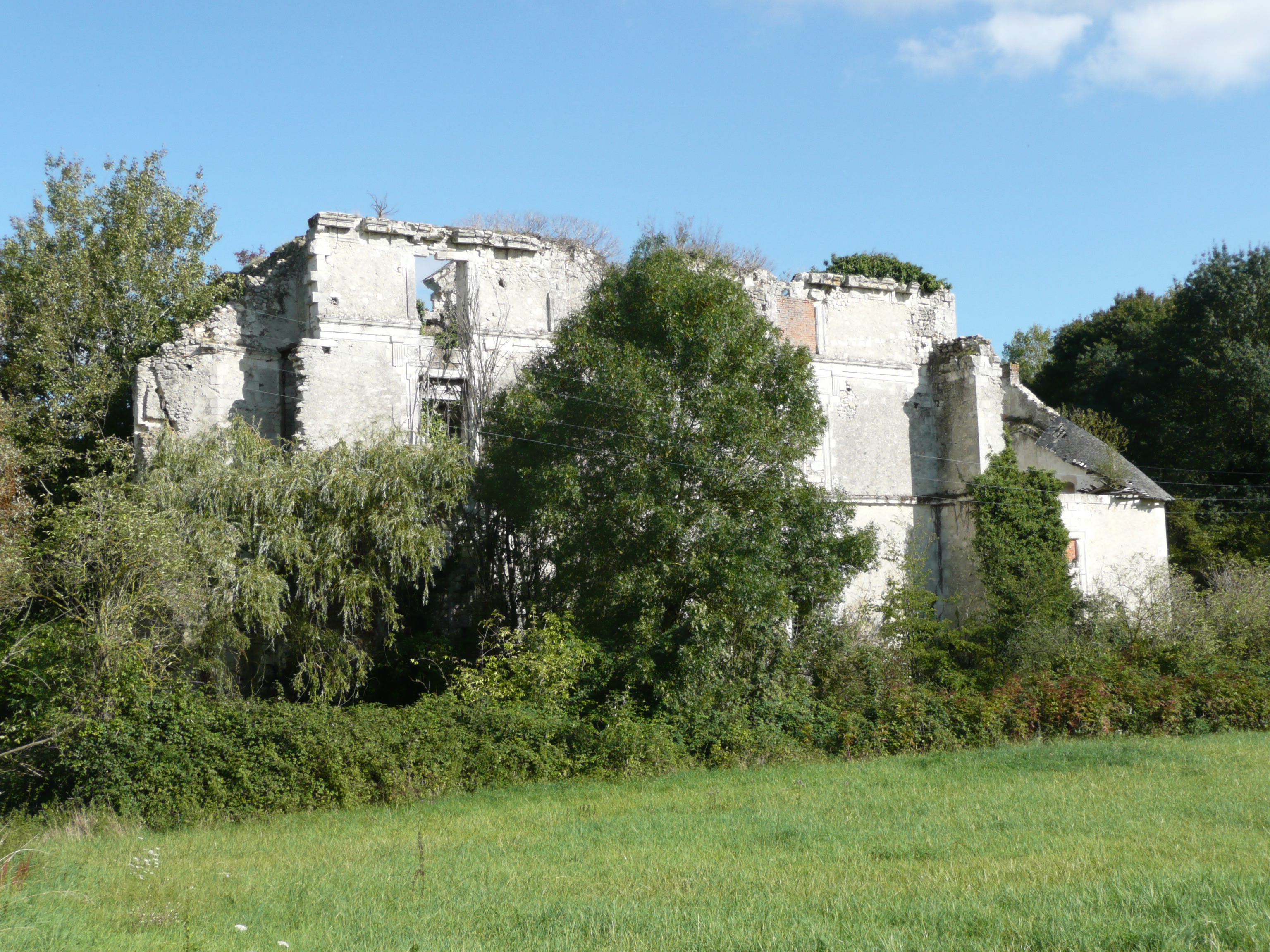
Ruine des Herrenhauses von Launay